# フランチェスコ・サヴェリオ・アルタムーラ
フランチェスコ・サヴェリオ・アルタムーラ（Francesco Saverio Altamura、1822年8月5日 - 1897年1月5日）はイタリアの画家である。イタリアの歴史を題材に描いたロマン派の画家である。

## 略歴
イタリア南部のフォッジャに生まれた。エスコラピオス修道会で医学を学ぶためにナポリに移り、ナポリ美術アカデミーの夜間コースで絵画も学んだ。美術アカデミーで学んでいたドメニコ・モレリに美術に専念するように勧められ、ナポリの歴史画家、ミケーレ・デ・ナポリ(Michele De Napoli)のもとをしばしば訪れた。

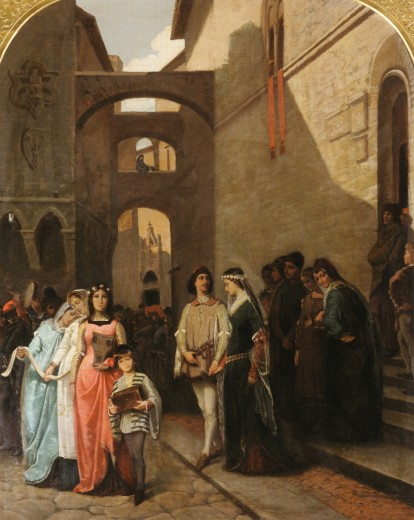
『中世の結婚式』

熱心に歴史画を描き、1847年に奨学金を獲得してローマに学ぶことになったが、1848年革命で、ナポリのサンタ・ブリジダ教会に立てこもって戦い、王室に対する陰謀罪で死刑の判決を受けて亡命をしなければならなくなった。1848年にラクイラに移り、1850年にフィレンツェに移った。フィレンツェではマッキア派とよばれることになる芸術家が集まった「カッフェ・ミケランジョロ」に出入りし、1851年にフィレンツェの展覧会に出展した 。1855年にドメニコ・モレリ、セラフィーノ・デ・ティヴォリと万国博覧会を見るためにパリを訪れ、新しい美術の動きをフィレンツェに持ち帰り、「マッキア派」の誕生に貢献したが、アルタムーラ自身は歴史を題材に描くことを続けたが風景画も描くようになった。
セラフィーノ・デ・ティヴォリやロレンツォ・ジェラーティとトスカーナの村、スタッジャ(Staggia Senese)で風景を描き、スタッジャ派(Scuola di Staggia)の一人ともされる。1860年にジュゼッペ・ガリバルディの義勇軍とともに戦い、ナポリに戻った。その後ナポリの市議会議員などを務め、政治活動を続けた。
1861年にフィレンツェで開かれたイタリア統一後最初の展覧会に出展し、いくつかの建物の壁画も描いた。1867年からナポリで暮らすようになった。

## 作品

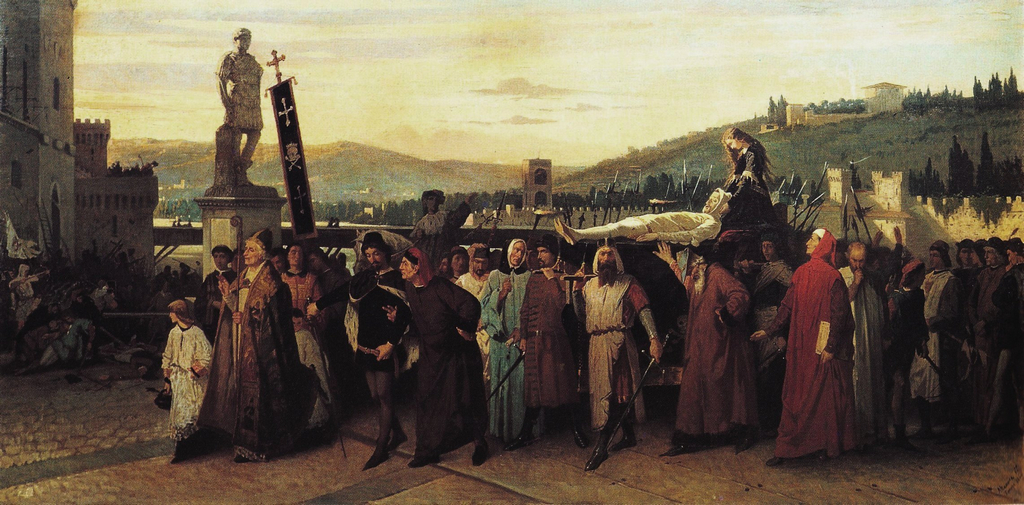
ブォンデルモンティの葬儀(1860)
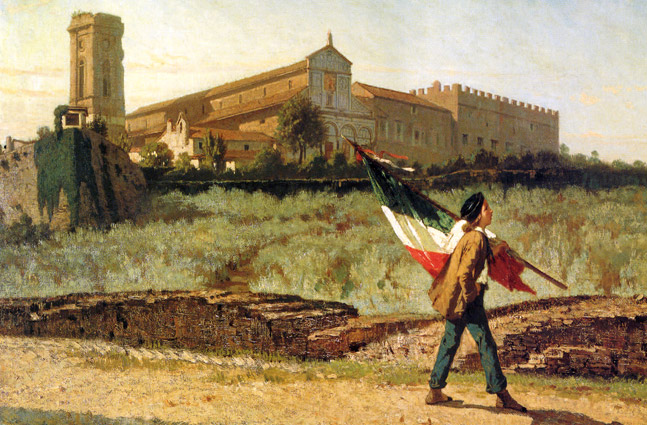
フィレンツェの最初のイタリア国旗(1859)
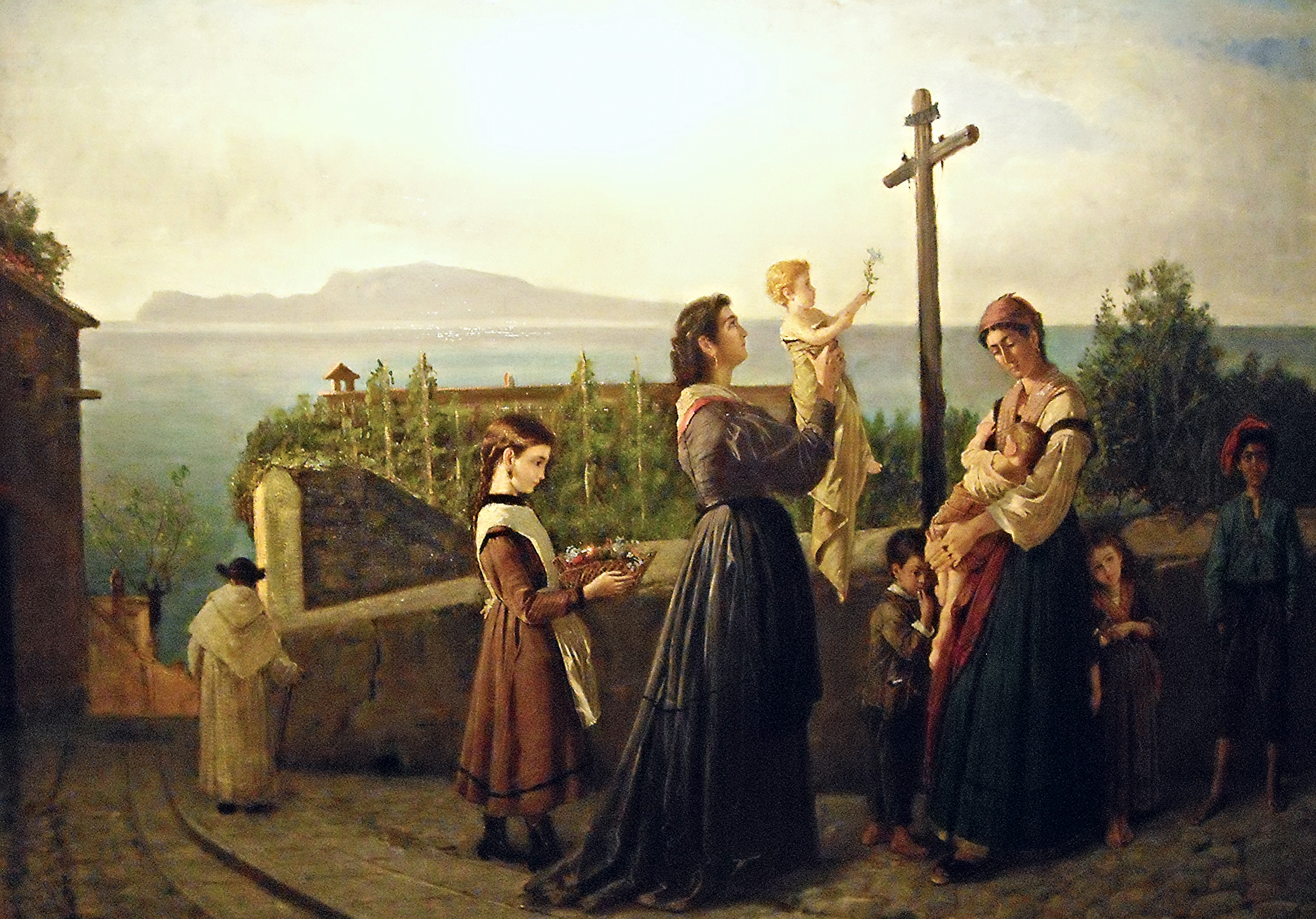
A Cross at Vomero(1897)